# Seznam finskih poslovnežev
Seznam finskih poslovnežev.

## E
- Jorma Eloranta
- Aatos Erkko

## H
- Harry Harkimo

## I
- Fredrik Idestam

## K
- Kari Kairamo
- Pentti Kouri
- Lasse Kurkilahti

## L
- Mr Lordi

## O
- Jorma Ollila

## S
- Karl Stockmann

## W
- Björn Wahlroos
- Rudolf Walden